# Гессій Флор
Гессій Флор (*Gessius Florus, д/н — 66) — прокуратор Юдеї у 64-66 роках.

## Життєпис
Народився у м.Клазомени. Про батьків немає відомостей. Завдяки товариським стосункам Клеопатри, дружини Гессія, з Поппеєю Сабіною, дружиною імператора Нерона у 64 році отримав посаду прокуратора Юдеї. Під час своєї каденції відзначився здирництвом та хабарництвом. При цьому підтримував грецьке населення провінції (переважно приморських міст) на противагу юдейському, чим викликав велике невдоволення.
У 66 році намагався пограбувати храмову скарбницю (карван). Він взяв «на службу імператорові» сімнядцять талантів зі скарбниці Єрусалимського храму, оскільки населення Юдеї не вчасно сплатило податки. Як тільки він на початку 66 року появився у преторії, єврейські хлопчаки почали жбурляти в нього дрібні монети. Тоді Флор в союзі з Агріппою II, тетрархом, вирішив спровокувати населення — Гессій для пограбування, Агріппа задля розширення впливу й влади, знищивши ватажків радикалів. Спочатку грецькі та сирійські солдати римлян зуміли зайняти основні площі Єрусалиму та захопити частину заколотників, яких пізніше розіп'яли. Це було останньою краплею. На сторону заколотників стали і юдейські аристократи і священики. Гессію не вдалося захопити Храм, який перетворився у твердиню. Його кавалерія штурмувала місто. Навіть сестра Агріпи — Верніка вийшла до Гессія Флора босою, щоби припинити вбивства. Він вимушений був відступити з міста. Гессій намагався звинуватити юдеїв у повстанні, але імператорський легат-пропретор Сирії Цестій Галл став на бік юдеїв щодо причин заворушень. У 66 році Флора позбавлено посади. Стосовно подальшого життя нічого не відомо.